# علاء عبد الحسين
علاء عبد الحسين (مواليد 7 أكتوبر 1986 في البصرة، العراق)، هو لاعب كرة قدم عراقي يلعب لنادي أربيل الرياضي كمدافع.

## روابط خارجية
- علاء عبد الحسين على موقع ناشيونال فوتبول تيمز (الإنجليزية)
- علاء عبد الحسين على موقع كووورة